# Biblioteca Națională „Sfinții Chiril și Metodiu”
Biblioteca Națională „Sfinții Chiril și Metodiu” este biblioteca națională a Bulgariei, situată în capitala Sofia. Înființată la 4 aprilie 1878, biblioteca a primit statutul de bibliotecă națională a Bulgariei trei ani mai târziu, fuzionând ulterior cu arhiva Renașterii Naționale a Bulgariei, în 1924.
A fost numită după sfinții Chiril și Metodiu, creatorii alfabetului glagolitic. Scrisul chirilic este denumit după numele lui Chiril.
Clădirea actuală a bibliotecii se numără printre reperele orașului Sofia. A fost proiectată de o echipă condusă de doi arhitecți cunoscuți, Ivan Vasiliov și Dimitar Tsolov, fiind finalizată în perioada 1940-1953.

## Istoric
Biblioteca Națională Sfinții Chiril și Metodiu este în prezent cea mai mare bibliotecă publică din Bulgaria și cea mai veche instituție culturală creată după eliberarea țării, găzduind și una dintre cele mai bogate colecții de arhive otomane.
În 1878, Mihail Bobotinov, profesor și secretar al Consiliului Municipal din Sofia, a propus crearea unei biblioteci publice pentru nevoia de dezvoltare culturală și educațională, în Sofia. Biblioteca a fost pregătită și deschisă în 1878 primind o clădire proprie ca sediu, în 1900. În 1939, a fost începută construcția unui nou sediu, dar, în 1944, ambele clădiri au fost distruse în timpul unui bombardament. În 1953, Biblioteca Națională a Bulgariei și-a deschis un nou sediu, primind numele de Vasil Kolarov. În 1963 biblioteca a fost redenumită Sfinții Chiril și Metodiu..

## Colecții principale

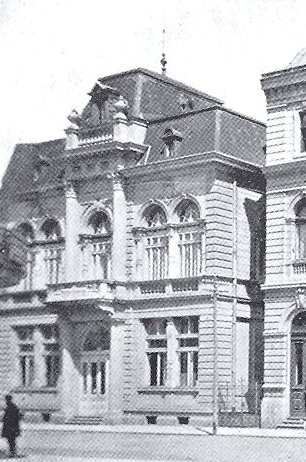
Fostul sediu al bibliotecii în 1910

- Manuscrise slavone, o colecție de peste 1.700 de originale din secolele al XI-lea până în secolul al XIX-lea.
- Manuscrise grecești cu aproximativ 200 de monumente, secolele IX-XIX.
- Manuscrise orientale, conținând în jur de 3.100 documente în limba  arabă, 500  otomane și 150 perssane, datate din secolul al XIX-lea .
- Colecția de arhive orientale cuprinzâând diverse arhive cu documentelor otomane, arabe și persane, și 328 fonduri separate, fiecare sortat după criterii geografice, acoperind o perioadă din secolul XV până la începutul secolului XX XX. Ambele colecții conțin peste 500.000 de unități, 714 de registre ("defters") și 168 "sidjals".
- Colecția de tipărituri vechi și rare , o colecție de aproximativ 30.000 de volume în  bulgară și limbi străine, acoperind perioada secolelor XV-XX, plus o colecție de presă bulgară, din perioada anterioară anului 1878.
- Cărți vechi tipăriteîn Orient , o colecție de aproximativ 2.000 de volume în limbile arabă, turcă și persană, acoperind o perioadă între 1593 și prima parte a secolului XX.
- Arhiva Istorică bulgară, cu peste 1,5 milioane de documente în 700 de arhive separate care acoperă activitatea revoluționarilor bulgari, a și personalităților publice din secolul al XVIII-lea până la începutul secolului al XX-lea, precum și istoria luptei pentru independență în [Macedonia (regiune) | Macedonia]] și în Tracia de Est.
- Portrete și fotografii , o colecție de peste 80.000 de fotografii și ilustrații.